# Kriegerdenkmal 1866 (Hammelburg)

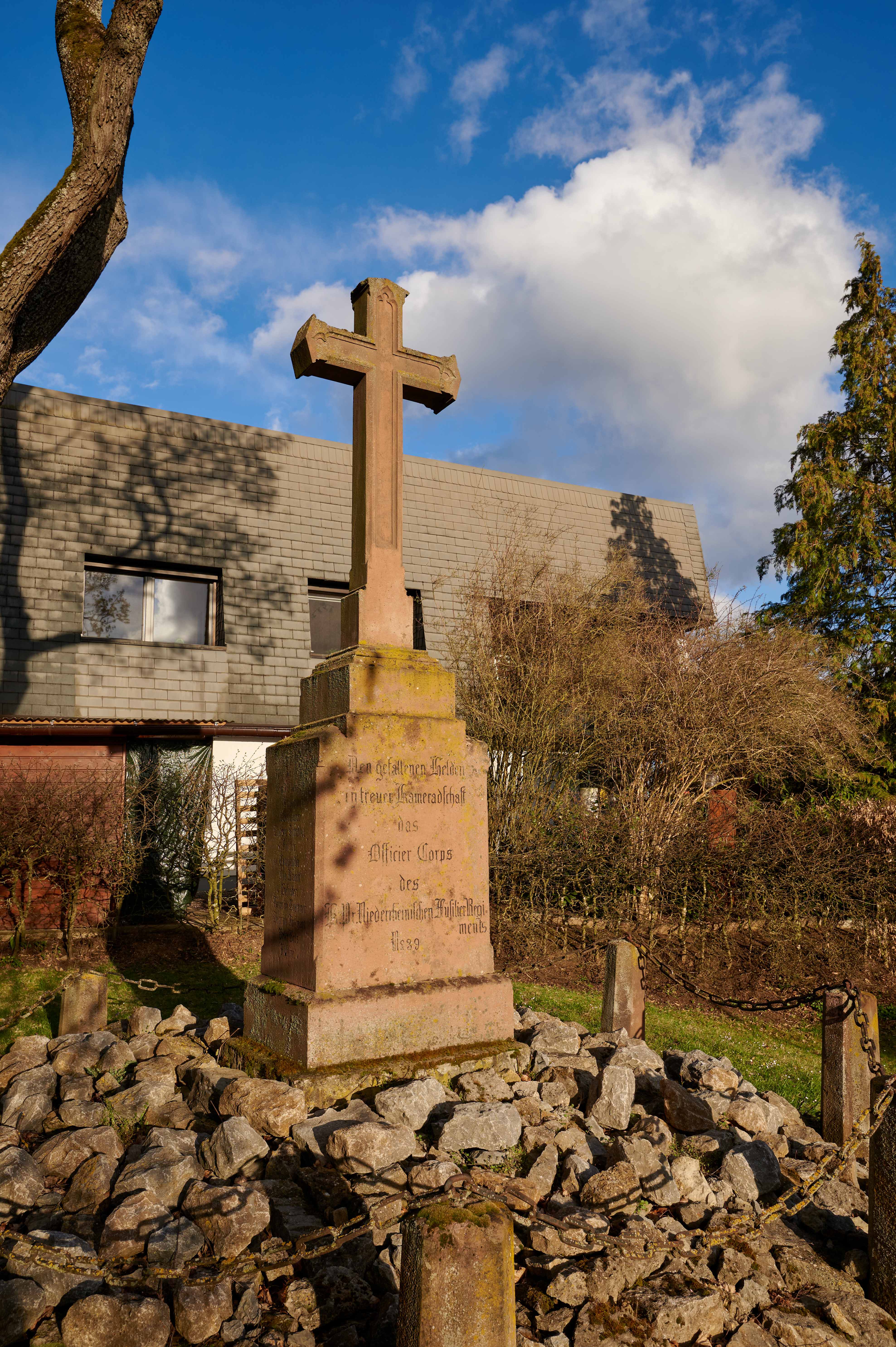
Kriegerdenkmal für die Gefallenen des Krieges von 1866 in Hammelburg.

Das Kriegerdenkmal für die Gefallenen des Krieges von 1866 befindet sich in der Kleinstadt Hammelburg im Landkreis Bad Kissingen in der Faulstiegstraße.
Es gehört zu den Baudenkmälern von Hammelburg und ist unter der Nummer D-6-72-127-31 in der Bayerischen Denkmalliste registriert.

## Beschreibung
Das Denkmal besteht aus rotem Sandstein und entstand nach dem Jahr 1866.
Die Vorderinschrift auf dem Sockel lautet:

„Den gefallenen Helden in treuer Kameradschaft

das Officier Corps des K.Pr. Niederrheinischen Füsilier Regiments No. 39“

Auf der rechten Seite steht:

„Secunde Lieutenant u. Bataillons Adjudant Hermann von Arndt – Compagnie Heinrich Stöckmann, Unteroffizier Heinrich Herx, Johann Mühlen, Füsilier

6. Compagnie Gustav Küster Füsiliere

9. Compagnie Ludwig Schröder, Füsilier

12. Compagnie Otto Brandt, Gefreiter, Heinrich Brummert, Heinrich Hoffmann, Peter Bolz, Füsiliere“

Auf der Rückseite steht in Blatt- und Blütenkranzumrandung in Schleifen:

„Zur Erinnerung an den 10. Juli 1866“

Auf der linken Seite steht:

„8. Compagnie Wilhelm Ollerdingen, Emil Ellenbeck, Bernhard van Wüllen, Füsiliere

7. Compagnie Franz Pinkow, Sergeant, Franz Heinemann Unterofficier, Franz Kneppe, Heinrich Essmann, Füsiliere“

Die Schreibweise der Namen stimmt laut der Ablesung von Kreisheimatpfleger Werner Eberth in der Schreibweise nicht immer mit der Ablesung von Karl Stöckner überein.
Heinrich Ullrich, der in seiner Chronik der Stadt Hammelburg auf S. 167–173 über den Deutschen Krieg und das Gefecht bei Hammelburg berichtet, schreibt auf S. 171:

„Als aber die Gegner (Preußen) den Südfuß des Buchberges erreicht hatten, wurden sie unerwartet von zwei Seiten her heftig beschossen. Die Batterie beim Kloster Altstadt und die Schützen im Hohlweg am Offentaler Berg riefen ihnen ein kräftiges Halt zu. Starke Verluste nötigten zunächst die Preußen, auf ein weiteres Vordringen zu verzichten.“